# محمد صاحب المدارك
السيد محمد بن علي بن الحسين بن أبي الحسن الموسوي العاملي الجبعي. عالم دين شيعي، من جبل عامل، مشهور بصاحب المدارك (نسبة إلى كتابه مدارك الأحكام) توفي عام 1009هجري

## أسرته

### والده
- علي بن الحسين بن أبي الحسن الموسوي الجبعي، ذو المجدين. الشهير بابن أبي الحسن الموسوي العاملي الجبعي نسبة إلى جده الأعلى.[2]
- لا يعرف تاريخ وفاته إلا أنه كان حيا سنة 999 هجرية.
- كان من تلامذة الشهيد الثاني، وزوج ابنته ومن خواصه وملازميه ومن المجازين منه إجازة عامة. كما أنه درس على الشيخ زين الدين أحمد بن علي بن أحمد بن محمد بن علي بن جمال الدين بن تقي الدين بن صالح بن شرف العاملي.[3]
- كان الشيخ صاحب المعالم (ابن الشهيد الثاني) من ربائبه.

### ابنه السيد حسين
هو السيد حسين بن محمد بن علي بن الحسين بن أبي الحسن الموسوي الجبعي: يأتي تفصيله في فقرة تلامذته

### ابنه السيد نجم الدين
هو السيد نجم الدين بن محمد بن علي بن الحسين بن أبي الحسن الموسوي الجبعي: كتب له الشيخ حسن صاحب المعالم إجازة كبيرة.

## ولادته وسيرته
ولد السيد محمد سنة 946 هجرية.
أمّه بنت الشيخ زين الدين الشهيد الثاني، وأمها (أم أمه) بنت الشيخ علي بن عبد العالي الميسي.
ترافق السيد محمد والشيخ حسن صاحب المعالم وكانا متلازمين في الدرس. وكان الشيخ حسن خال السيد محمد وعمّه في نفس الوقت.

## دراسته وأساتذته

### دراسته
تتلمذ في جبل عامل في بادئ أمره على أبيه السيد نور الدين (ابن أبي الحسن الموسوي الجبعي) صهر الشهيد الثاني وعلى الشيخ حسين بن عبد الصمد والد الشيخ البهائي وعلى الشيخ أحمد بن حسن النباطي العاملي. وكان السيد محمد صاحب المدارك والشيخ حسن صاحب المعالم متلازمين في دروسهما وقد تشاركا في غالب الأساتذة.
وقد تولى السيد علي الصائغ تعليم الشيخ حسن والسيد محمد العلوم التي استفادها من الشهيد الثاني من معقول ومنقولٍ وفروع وأصول وعربية ورياضيات.
بعدها انتقل السيد محمد والشيخ حسن إلى النجف في العراق وحضرا على الشيخ عبد الله اليزدي في المنطق والمطوّل وحاشيته وأخذا عنده تهذيب المنطق وكان الشيخ ملا عبد الله يكتب عليهما حاشيته في تلك الأوقات. كما أخذا في قراءة المتون الأصولية والفقيهة على الترتيب لدى المحقق الأردبيلي إلى أن استوفيا في زمان قليل مبلغهما من العلم والتحقيق، وبعدها عادا إلى جبل عامل وعملا في التصنيف والتدريس.

### أساتذته
من أبرز أساتذته:
1. والده المتقدم ذكره.
2. المحقق أحمد بن محمد الأردبيلي
3. الشيخ عبد الله اليزدي.
4. الشيخ علي بن الحسين الصائغ العاملي[7](المتوفّى عام980هـ): تلميذ الشهيد الثاني، دفن بقرية (صدّيق) العاملية، له عدة مصنفات منها (شرح كتاب الإرشاد) و (شرح الشرائع).
5. الشيخ حسين بن عبد الصمد والد الشيخ البهائي
6. الشيخ أحمد بن حسن النباطي العاملي

## تلامذته
1. ابنه السيد حسين بن محمد بن علي بن الحسين بن أبي الحسن الموسوي العاملي الجبعي[8]: درس على والده وعلى الشيخ البهائي، سافر إلى إيران (أصفهان) وأصبح شيخ الإسلام فيها (أقضى القضاة) وكان يدرّس في الحضرة الرضوية في مدينة مشهد، توفي في العام 1069 هجرية[9]، له حاشية على ألفية الشهيد.[10]
2. الشيخ عبد السلام الحر العاملي (عم والد صاحب الوسائل).[11]
3. الشيخ عبد اللطيف بن علي بن أحمد بن أبي جامع العاملي: له مصنفات منها (كتاب الرجال) و (جامع الأخبار في إيضاح الاستبصار)، درس على صاحب المعالم وصاحب المدارك والشيخ بهاء الدين العاملي، توفي في منتصف القرن الثاني عشر الهجري.[12] وأورد له صاحب كتاب تكملة أمل الآمل[13] (كتاب في المنطق)، (حواشي على كتاب المعالم)، ورسالة (في رد كلام صاحب المعالم في التقليد والاجتهاد)
4. أخوه السيد علي بن علي بن الحسين بن أبي الحسن الموسوي العاملي الجبعي: ولد في العام 970 هجرية في جباع، توفي في العام 1068 في مكة المكرمة، سكن فترة في جبل عامل ثم انتقل إلى مكة وأقام فيها حتى وفاته، له مصنفات منها: (شرح المختصر النافع) و (كتاب الفوائد المكية) و (شرح الإثني عشرية في الصلاة للشيخ البهائي). درس على أبيه وعلى أخويه صاحب المدارك (أخوه لأبيه) وصاحب المعالم (أخوه لأمه). وهو من أساتذة الحر العاملي.[14] وقد أورد له الطهراني كتاب (الأنيقة) وهي رسالة فارسية في التفسير[15]، كما وذكر له السيد حسن الصدر[16] كتابين آخرين هما (غنية المسافر عن النديم والمسامر) وكتاب (تفسير قوله تعالى قل لا أسألكم عليه أجرا).
5. الشيخ علي بن محمد الحر العاملي (جد صاحب الوسائل): توفي في النجف مسموما وكان قد قرأ على صاحب المعالم وصاحب المدارك.[17]
6. الشيخ نجيب الدين علي بن محمد بن مكي العاملي الجبيلي الجبعي: درس على كل من: الشيخ حسن صاحب المعالمو السيد محمد صاحب المدارك والشيخ بهاء الدين العاملي.[18] له عدة مؤلفات منها:[19] (شرح الرسالة الإثني عشرية لأستاذه الشيخ حسن صاحب المعالم) كما جمع ديوان أستاذه الشيخ حسن صاحب المعالم ورتّبه، وله أيضا (منظومة شعرية ضمنها وصفا لرحلته، وهي تزيد عن 2500 بيتا)، ومن كتبه (رسالة في حساب الخطأين) كما أن له ديوان شعر.
7. الشيخ محمد بن محمد بن الحسين الحر العاملي:[20] (عم والد صاحب الوسائل) كان شاعرا مجيدا، قرأ على السيد محمد صاحب المدارك والشيخ حسن صاحب المعالم والشيخ بهاء الدين العاملي، توفي عام 980 هـ، وله من المؤلفات، (نظم تلخيص المفتاح)، (رسالة في الأصول)، (رسالة في العروض).
8. الشيخ عبد علي بن محمد بن عز الدين العاملي.[21]
9. السيد إسماعيل بن علي العاملي الكفرحوني: أو إسماعيل بن محمد علي الكفرحوني، يروي عن العالمين حسن صاحب المعالم ومحمد صاحب المدارك.[22]

## ما قيل فيه
- قال السيد مصطفى التفريشي في معرض حديثه عنه:[23]«سيد من ساداتنا، وشيخ من مشايخنا، وفقيه من فقهائنا رضي الله عنهم، مات عن قرب إلا أنه كان بالشام ولم يتفق لقائي إياه».
- قال عنه الحر العاملي:[24]«كان عالما فاضلا متبحرا ماهرا، محققا مدققا زاهدا عابدا ورعا فقيها محدثا كاملا جامعا للفنون والعلوم، جليل القدر عظيم المنزلة....ولقد أحسن وأجاد في قلة التصنيف، وكثرة التحقيق، ورد أكثر الأشياء المشهورة بين المتأخرين في الأصول والفقه، كما فعله خاله الشيخ حسن».
- قال المحقق البحراني في لؤلؤة البحرين: أما السيد السند السيد محمد وخاله المحقق المدقق الشيخ حسن ففضلهما أشهر من أن يذكر.

## مؤلفاته
كان قليل التصنيف (التأليف) وكثير التحقيق، وقد ردّ أكثر الأشياء المشهورة بين متأخرى عصره في الأصول والفقه.
ومن كتبه:
1. كتاب مدارك الاحكام في شرح شرائع الإسلام.
2. حاشية الاستبصار
3. حاشية التهذيب
4. حاشية على ألفية الشهيد
5. حاشية على كتاب (خلاصة الأقوال في علم الرجال).[25]
6. حاشية على كتاب (الروضة البهية في شرح اللمعة الدمشقية).[26]
7. شرح المختصر النافع.

### كتاب مدارك الأحكام في شرح شرائع الإسلام
فرغ منه سنة 998 هجرية وهو من أحسن كتب الاستدلال الفقهي عند الشيعة الإمامية، ذاع صيته في الحوزات العلمية، ومنه أخذ اسمه ونسبته فيقال له (محمد صاحب المدارك)، خرج منه كتاب العبادات، وقد اهتمّ العلماء لأمر هذا الكتاب اهتماما بالغا واعتنوا بشرحه وتدريسه والتعليق عليه. ومن هذه الحواشي والشروحات والتعليقات نذكر ما يلي:
1. (تدارك المدارك في بيان ما هو عنه غافل وتارك) للشيخ يوسف البحراني.[28]
2. حاشية للسيد الميرزا إبراهيم بن علاء الدين حسين المرعشي الآملي الأصفهاني المتوفى بها 1098 هـ.
3. حاشية للأمير إبراهيم بن الأمير معصوم الحسيني القزويني المتوفى في 1149 هـ.
4. حاشية للمولى إسماعيل بن الحسين المازندراني الأصفهاني الخواجوئي المتوفى 1173 هـ.
5. حاشية محمد أمين بن محمد شريف الأسترآبادي المتوفى في 1036 هـ.
6. حاشية للآقا محمد باقر بن محمد أكمل البهبهاني المتوفى بالحائر في 1206 هـ.
7. حاشية للمولى محمد تقي الطبسي تلميذ المحقق الآقا جمال الخوانساري.
8. حاشية للسيد محمد الجواد الحسيني الشقرائي النجفي صاحب مفتاح الكرامة المتوفى 1226 هـ.
9. حاشية للشيخ محمد حسن كبة المتوفى 1336 هـ.
10. حاشية للشيخ طاهر بن الشيخ عبد علي بن طاهر الحامي النجفي المتوفى 1357 هـ.
11. حاشية للشيخ عبد الله بن محمد التوني صاحب الوافية التونية والمتوفى 1071 هـ.
12. حاشية للسيد عبد الله بن نور الدين الجزائري التستري المتوفى 1173هـ.
13. (الفذالك) حاشية للمولى عزيز الله، أكبر ولد محمد تقي المجلسي والمتوفى 1074هـ.
14. حاشية للأمير السيد علي بن عزيز الله بن عبد المطلب، الجزائري الخرمآبادي المتوفى 1149هـ.
15. حاشية للأمير السيد علي بن المير محمد علي بن أبي المعالي الطبأطبائي الحائري صاحب رياض المسائل والمتوفى 1231 هـ.
16. حاشية للحاج علي أكبر بن الآقا علي بن الآقا إسماعيل بن الآقا خليل الخراساني الشيرازي المولود 1187 هـ والمتوفى 1263 هـ.
17. حاشية للشيخ محمد بن الحسن بن زين الدين الشهير بالشيخ محمد السبط.
18. حاشية للسيد رفيع الدين محمد بن حيدر الطبأطبائي النائيني.
19. حاشية للمولى محمد بن عبد الفتاح التنكابني المتوفى 1124 هـ.
20. حاشية للسيد محمد بن علي بن حيدر مؤلف (إيناس سلطان المؤمنين) المذكور في ج 2 ص 517 ذكرها تلميذه السماهيجي

## وفاته
توفي في شهر ربيع الأول ليلة العاشر منه سنة تسعة بعد الألف (1009 هجرية) في قرية جباع العاملية. 